# 木藤繁夫
木藤 繁夫（きふじ しげお、1940年（昭和15年）9月29日 - ）は、日本の検察官。弁護士（牛島総合法律事務所オブ・カウンセル）。元東京高等検察庁検事長。

## 来歴
1966年（昭和41年）検事任官。法務省保護局長、最高検総務部長、同公安部長を経て、1999年（平成11年）に公安調査庁長官。
その後、2001年（平成13年）広島高検検事長、2002年（平成14年）東京高検検事長を歴任し、2003年（平成15年）に定年退官。2013年、瑞宝重光章受章。
退官後は弁護士登録し、牛島総合法律事務所に入所。各種企業役員を務める。

## 略歴
- 1962年（昭和37年） 司法試験第二次試験合格
- 1964年（昭和39年）3月 東京大学法学部卒業
- 1966年（昭和41年）4月7日 司法修習修了
- 1966年（昭和41年）4月8日 東京地方検察庁検事
- 1967年（昭和42年）3月25日 法務省刑事局付併任
- 1968年（昭和43年）6月 コロンビア大学ロースクール卒業
- 1969年（昭和44年）7月1日 新潟地方検察庁検事
- 1972年（昭和47年）3月25日 東京地方検察庁検事併任法務省刑事局付
- 1976年（昭和51年）8月16日 名古屋地方検察庁検事
- 1979年（昭和54年）3月26日 法務省刑事局参事官
- 1982年（昭和57年）3月25日 法務省大臣官房参事官
- 1985年（昭和60年）3月25日 東京地方検察庁検事
- 1985年（昭和60年）11月15日 法務省刑事局公安課長
- 1988年（昭和63年）4月20日 法務省刑事局総務課長
- 1989年（平成元年）9月4日 法務大臣官房会計課長
- 1992年（平成4年）1月10日 最高検察庁検事
- 1992年（平成4年）11月9日 秋田地方検察庁検事正
- 1993年（平成5年）4月1日 仙台高等検察庁秋田支部長併任
- 1994年（平成6年）4月11日 最高検察庁検事
- 1994年（平成6年）6月24日 法務大臣官房総務審議官
- 1995年（平成7年）9月29日 法務省保護局長
- 1997年（平成9年）7月7日 最高検察庁総務部長
- 1997年（平成9年）12月15日 最高検察庁公安部長
- 1999年（平成11年）1月18日 公安調査庁長官
- 2001年（平成13年）5月22日 広島高等検察庁検事長
- 2002年（平成14年）10月7日 東京高等検察庁検事長
- 2003年（平成15年）9月28日 定年退官
- 2003年（平成15年）10月8日 弁護士登録（第一東京弁護士会）、牛島総合法律事務所入所
- 2004年（平成16年）6月 株式会社石井鐵工所監査役
- 2005年（平成17年）6月 森ビル株式会社監査役
- 2006年（平成18年）6月 新日本製鐵株式會社監査役
- 2007年（平成19年）6月 東海旅客鉄道株式会社監査役